# Balon cu fund rotund

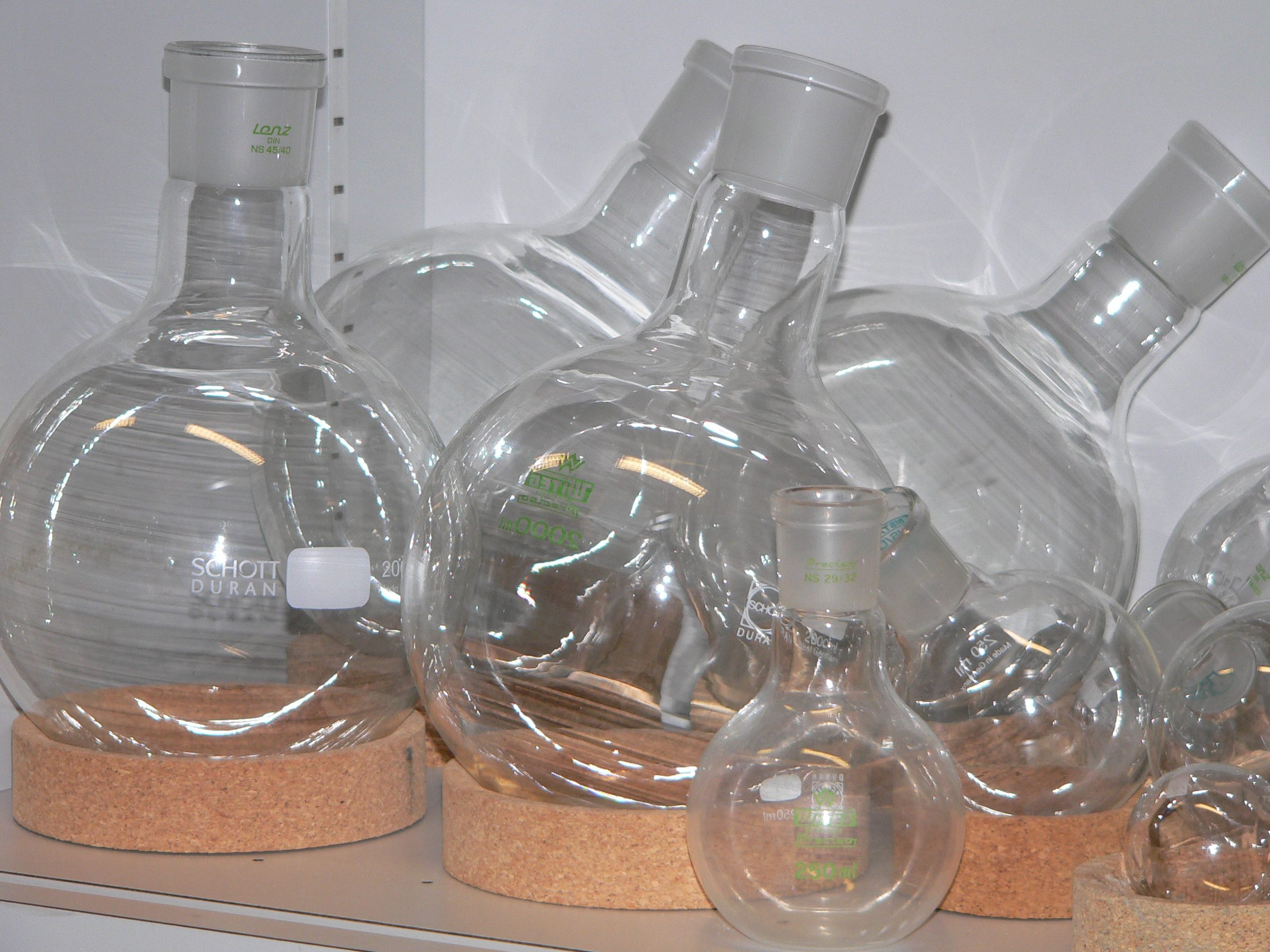
Baloane cu fund rotund

Balonul cu fund rotund este o ustensilă de laborator folosită pentru diferite experimente chimice. Acesta este alcătuit dintr-o bază sferică din sticlă precedată de un tub (gâtul). Adesea, vârful gâtului conține o teșitură pe suprafață, pentru a favoriza închiderea cu un dop a balonului.